# Мораково
Мораково је насеље у општини Никшић у Црној Гори. Према попису из 2003. било је 374 становника (према попису из 1991. било је 393 становника).

## Демографија
У насељу Мораково живи 285 пунолетних становника, а просечна старост становништва износи 37,6 година (36,8 код мушкараца и 38,6 код жена). У насељу има 95 домаћинстава, а просечан број чланова по домаћинству је 3,94.
Становништво у овом насељу веома је хетерогено, а у последња три пописа, примећен је пад у броју становника.
|  |

| Демографија | Демографија | Демографија |
| Година      | Становника  | Становника  |
| ----------- | ----------- | ----------- |
|             |             |             |
|             |             |             |
|             |             |             |
|             |             |             |
| 1948.       | 422         |             |
| 1953.       | 432         |             |
| 1961.       | 430         |             |
| 1971.       | 431         |             |
| 1981.       | 428         |             |
| 1991.       | 393         | 391         |
| 2003.       | 392         | 374         |
|             |             |             |

| Етнички састав према попису из 2003.‍ | Етнички састав према попису из 2003.‍ | Етнички састав према попису из 2003.‍ | Етнички састав према попису из 2003.‍ | Етнички састав према попису из 2003.‍ |
| ------------------------------------ | ------------------------------------ | ------------------------------------ | ------------------------------------ | ------------------------------------ |
|                                      |                                      |                                      |                                      |                                      |
| Црногорци                            | Црногорци                            |                                      | 214                                  | 57,21%                               |
| Срби                                 | Срби                                 |                                      | 123                                  | 32,88%                               |
| Муслимани                            | Муслимани                            |                                      | 1                                    | 0,26%                                |
| непознато                            | непознато                            |                                      | 0                                    | 0,0%                                 |

| Година пописа     | 1948. | 1953. | 1961. | 1971. | 1981. | 1991. | 2003. |
| ----------------- | ----- | ----- | ----- | ----- | ----- | ----- | ----- |
| Број домаћинстава | 90    | 95    | 93    | 99    | 86    | 90    | 95    |

| Број чланова      | 1  | 2  | 3  | 4  | 5  | 6  | 7  | 8 | 9 | 10 и више | Просек |
| ----------------- | -- | -- | -- | -- | -- | -- | -- | - | - | --------- | ------ |
| Број домаћинстава | 95 | 18 | 11 | 10 | 18 | 13 | 15 | 6 | 3 | 0         | 1      |

| Пол    | Укупно | Неожењен/Неудата | Ожењен/Удата | Удовац/Удовица | Разведен/Разведена | Непознато |
| ------ | ------ | ---------------- | ------------ | -------------- | ------------------ | --------- |
| Мушки  | 157    | 63               | 82           | 6              | 2                  | 4         |
| Женски | 145    | 38               | 82           | 19             | 1                  | 5         |
| УКУПНО | 302    | 101              | 164          | 25             | 3                  | 9         |

| Пол    | Укупно                    | Пољопривреда, лов и шумарство | Рибарство                            | Вађење руде и камена | Прерађивачка индустрија       |
| ------ | ------------------------- | ----------------------------- | ------------------------------------ | -------------------- | ----------------------------- |
| Мушки  | 70                        | 6                             | 0                                    | 6                    | 27                            |
| Женски | 18                        | 3                             | 0                                    | 0                    | 3                             |
| УКУПНО | 88                        | 9                             | 0                                    | 6                    | 30                            |
| Пол    | Производња и снабдевање   | Грађевинарство                | Трговина                             | Хотели и ресторани   | Саобраћај, складиштење и везе |
| Мушки  | 1                         | 0                             | 5                                    | 0                    | 2                             |
| Женски | 1                         | 0                             | 3                                    | 1                    | 0                             |
| УКУПНО | 2                         | 0                             | 8                                    | 1                    | 2                             |
| Пол    | Финансијско посредовање   | Некретнине                    | Државна управа и одбрана             | Образовање           | Здравствени и социјални рад   |
| Мушки  | 0                         | 1                             | 11                                   | 1                    | 0                             |
| Женски | 0                         | 1                             | 2                                    | 2                    | 2                             |
| УКУПНО | 0                         | 2                             | 13                                   | 3                    | 2                             |
| Пол    | Остале услужне активности | Приватна домаћинства          | Екстериторијалне организације и тела | Непознато            | Непознато                     |
| Мушки  | 2                         | 0                             | 0                                    | 8                    | 8                             |
| Женски | 0                         | 0                             | 0                                    | 0                    | 0                             |
| УКУПНО | 2                         | 0                             | 0                                    | 8                    | 8                             |